# Chlamydopus
Chlamydopus is een geslacht van schimmels uit de familie van de Agaricaceae. De typesoort is Chlamydopus clavatus.

## Soorten
Volgens Index Fungorum telt het geslacht twee soorten:
| Soortnaam              | Auteur(s)        | Publicatiejaar |
| ---------------------- | ---------------- | -------------- |
| Chlamydopus clavatus   | Speg.            | 1898           |
| Chlamydopus meyenianus | (Klotzsch) Lloyd | 1903           |